# Мечник великий коронний
Мечник великий коронний (пол. Miecznik wielki koronny, лат. gladifer, ensifer, armifer) — двірський уряд Корони Королівства Польського та Речі Посполитої.

## Історія
Посада існувала вже за правління польського короля Казимира III. Мечник великий коронний носив меч клинком догори, зліва від короля, як ознаку військової сили монарха. Під час похорону меч повертався клинком донизу та ставилася свічка на його руків'ї. Перед вівтарем мечник кидав меч на підлогу або розбивав його, коли монарх був останнім з роду.

## Деякі відомі мечники великі коронні
- Збігнев Тенчинський (1474-1482)
- Ян Станіслав Тарновський (1537-1547)
- Стансілав Ян Тарновський (1565-1569)
- Миколай Вольський (1574–1599)
- Ян Станіслав Яблоновський (1642-1647)
- Станіслав-Ернест Денгофф (1704-1721)
- Ян Станіслав Контський (з 1722 р.)
- Ян Клеменс Браницький
- Антоній Бенедикт Любомирський (1754-1761)
- Францішек Фердинанд Любомирський (1761-1773)
- Франциск Грохольський (з 1775)